# USS Tripoli (CVE-64)
Авіаносець «Триполі» (англ. USS Tripoli (CVE-64)) — ескортний авіаносець США часів Другої світової війни, типу «Касабланка».

## Історія створення
Авіаносець «Триполі» був закладений 1 лютого 1943 року на верфі Kaiser Shipyards у Ванкувері під ім'ям «Didrickson Вау», але 3 квітня 1943 року був перейменований на «Триполі». Спущений на воду 13 липня 1943 року, вступив у стрій 31 жовтня 1943 року.

## Історія служби
Після вступу в стрій, під час тренувального плавання, 4 січня 1944 року, на авіаносці стався вибух палива, внаслідок чого були пошкоджені внутрішні конструкції корабля, дві людини загинули. Після ремонту корабель протягом березня-жовтня 1944 року входив до складу пошуково-ударної групи, яка діяла в Атлантиці.
На початку 1945 року «Триполі» був переведений на Тихий океан, де використовувався як авіатранспорт та навчальний авіаносець.
Після закінчення бойових дій корабель перевозив американських солдатів та моряків на батьківщину (операція «Magic Carpet»).
22 травня 1946 року «Триполі» був виведений в резерв.
З початком Корейської війни авіаносець був виведений з резерву та використовувався як авіатранспорт.
12 червня 1955 року він був перекласифікований в допоміжний авіаносець CVU-64.
25 листопада 1958 року авіаносець був виведений в резерв, 1 лютого 1959 року виключений зі списків флоту та проданий на злам у 1960 році.